# Associació de Banquers de Barcelona
Associació de Banquers de Barcelona fou una entitat fundada el 1908, inicialment com a gremi dels petits banquers, on agrupava els comerciants banquers individuals, les societats regulars col·lectives, i societats en comandita. A partir de 1911, va canviar els requisits d'admissió i es va convertir progressivament en l'entitat patronal de la majoria dels bancs, entitats financeres individuals i col·lectives catalanes i balears. Va estar activa fins l'inici de la guerra civil el 1936.

## Objectius i components inicials[1]
Segons els Estatuts de l'Associació de l'any 1908 el seu "fin primordial era la defensa dels interessos morals i materials dels associats", objectiu força ambigu que explica l'èxit inicial de l'associació. Els fundadors foren comerciants banquers individuals, o entitats amb la forma jurídica de "Societats regulars col·lectives" (SRC), o "Societat en comandita"(S. en C.). El motiu de la creació de l'associació fou trencar l'isolament suïcida dels petis banquers front la difícil competència dels grans bancs en forma de "Societat anònima" i amb nombrosos recursos.

## Trajectòria[3]
Inicialment fou una associació exclusivament barcelonina, però, a partir de 1909 optà per l'ampliació de la base de socis a la resta de Catalunya i les Illes Balears: "Convertir l'Associació, de barcelonesa a catalana. Donant cabuda a més als banquers de les Balears." (Memòria del 1909). Al nom d'Associació de Banquers de Barcelona se li afegí el d'“Associació de Banquers de Catalunya i Balears.
Aquests anys no foren bons pels banquers, el primer any ja va tenir baixes per fallida de dos associats i la convulsió social de la Setmana Tràgica, tot i que una operació donà ales a l'Associació: la creació per part del socis de l'entitat d'una agrupació/sindicat assegurador d'una emissió de títols del Foment d'Obres i Construccions SA, que es col·locà molt bé. L'entitat creada el 1910 per part de l'Associació fou el Sindicat de Banquers de Barcelona amb un capital d'un milió de pessetes amb 800 accions una entitat creada per permetre cooperar i unir esforços de forma sindicada als petits banquers en projectes que els superaven individualment.
El 1911 tot i continuava rebent noves adhesions, va acceptar l'entrada de societats anònimes “...sempre que es tracti de societats procedents directament d'una societat col·lectiva o en comandita”. Fou el cas de Manuel Arnús i Companyia, convertida en Banca Arnús-Garí S.A. I l'any 1913 el Banc de Barcelona que havia absorbit Caixa Vilumara les quals tenien com assessor l'advocat Francesc Cambó.
Amb aquests canvis, l'objectiu inicial de l'associació, que portava a agrupar els comerciants banquers catalans quedava totalment desvirtuat. L'Associació de Banquers integrà a partir d'aquest moment tots els bancs catalans grans i petits, societats individuals o anònimes, i es convertí, de fet en una Associació dels Bancs força lluny del seu origen per la qual havia estat creada. Actuà des d'aquest moment com grup de pressió en defensa dels seus associats per poder influir en la legislació i les polítiques dels diferents governs de Madrid. El 1913 la seva junta directiva es proposa treballar per promoure l'associacionisme d'entitats homòlogues de la resta d'Espanya per fer front comú en els temes que afecten la comunitat bancària. En aquest sentit el 1917 es constituïxen l'Asociación de la Banca Española del Centro, (bancs d'Andalusia, Extremadura, Canàries i província d'Albacete), i l'Asociación de Bancos y Banqueros del Norte de España (bancs del País Basc i Navarra, Galícia, Astúries, i les províncies de Burgos, Palència, Lleó i Santander). L'Associació de Banquers de Catalunya i Balears fou a partir de llavors l'Associació de Banquers de Barcelona, amb el subtítol d'Agrupación de la Banca Española del Nordeste de España, que integrava bancs i entitats bancàries de tots els països de l'antiga Corona d'Aragó més la província de Múrcia. Les tres grans entitats crearen seguidament el "Comité Central de la Banca Española", els banquers tingueren una vicepresidència segona (ocupada per Josep Garriga-Nogués i Roig, (Marquès de Cabanes).
L'Associació de Banquers, juntament amb les seves homòlogues de la resta de l'Estat van realitzar operacions d'importància, així el 1918 el “Comité Central de la Banca Española” creà un “Consorcio Bancario Español”, que assumí la concessió de dos importants crèdits: un a la República Francesa i un altre al govern dels Estats Units. El 1920 es presentà l'oportunitat de participar en la creació del Banco de Credito Industrial. Els bancs, banquers i empreses catalans subscriviren un 35,7% del capital d'aquest banc.
El 1921 però, el sector bancari registra canvis importants, Francesc Cambó com a ministre d'Hisenda i Lluís Alfons Sedó i Guichard com a governador del Banc d'Espanya redactaren i aconseguiren l'aprovació a les Corts Espanyoles de la primera Llei d'Ordenació Bancària, que propicia la creació d'un "Consell Superior Bancari", representatiu de tota la banca espanyola, presidit per un "comisario regio", en nom del govern. En el desenvolupament de la Llei (Ordre de 3 de febrer de 1922) s'estableixen tres zones bancàries, "...que son las asignadas a las Asociaciones del Centro del Norte y de Barcelona, con los limites que cada cual respectivament tiene...", Així. doncs quedava confirmat el caràcter organitzatiu de les associacions. que traspassaren l'àmbit privat per a convertir-se en públiques.
També, és important assenyalar que el 1927 un conjunt de banquers i entitats bancàries no barcelonines, que no sentien ja representades per l'Associació de Banquers crearen la Federació de la Banca Local a Catalunya una entitat que tingué poc recorregut i desaparegué en 1936.
L'Associació de Banquers de Barcelona es mantingué i publicà les seves memòries fins al 1931, però des del 1922 el que compta és la Comissaria de la Banca Privada i el Consell Superior Bancari. Els bancs i banquers s'hi podien adherir voluntàriament. Sempre que obligatòriament trametessin trimestralment el seu balanç, que seria publicat. L'Associació de Banquers de Barcelona continuà les seves activitats fins als inicis de la Guerra Civil de 1936.

## Socis fundadors l'any1908
L'Associació de Banquers de Barcelona va ser constituïda l'any 1908 pels 17 comerciants banquers individuals, societats regulars col·lectives (SRC) i societats en comandita (S. en C.) següents: 
| « | Manuel Arnús i Companyia, SRC; Claudi López Bru, marquès de Comillas; Garriga Nogués Nebots, S. en C.; Pau Gil; Jover i Companyia, SRC; J. Marsans Rof i nue. SRC; Martínez i Companyia, SRC; Fills de F. Mas Sardà, SRC; J.B. Modolell Nonell; Rovira i Matas, SRC; Parasols i Caralps, SRC; Rosés i Companyia, SRC; Taberner, Carles-Tolrà i Manaut, S. en C. (Caixa Vilumara); Tusquets i Companyia S. en C.; Fills de Magí Valls, SRC; Hereus d'Antoni Freixa, SRC; Guillem Peters. El primer president fou Domenèc Taberner i Prims de la Caixa Vilumara i a partir de 1911,Josep Garriga-Nogués i Roig, Marquès de Cabanes de Garriga Nogués Nebots, S. en C., fins al 1931, després president honorari fins a la seva mort el 1935. | » |